# 沈坚强
沈坚强（1964年10月10日—），上海人，中国男子游泳运动员。

## 生涯
沈堅強在1974年开始接受专业训练，1979年入选上海游泳队，1984年入选中国国家队，在两届亚运会上先后获得六金2银1铜，其中在1990年北京亚运会上连夺5金，成为当届运动会多的金牌数最多的运动员。在1987年的第六届全运会上，沈坚强还一举拿下5枚金牌、打破3项全国纪录。
沈坚强参加了1984年洛杉矶、1988年汉城和1992年巴塞罗拿三届奥运会，取得的最好成绩的汉城奥运会男子50米自由泳的第12名。
1993年退役后赴日本留学，1998年回国后创建沈坚强游泳俱乐部。2002年在美国拉斯维加斯与著名游泳运动员庄泳结婚，育有一子。